# 福厳寺 (神戸市)
福厳寺（ふくごんじ）は、神戸市兵庫区にある臨済宗南禅寺派の仏教寺院。

## 歴史
開創年代は不明。開山は仏僧国師約翁徳倹。開基は木下源太と伝えられる。
『摂津名所図会』に元弘3年（1333年）5月晦日に後醍醐天皇が隠岐から京へ戻る途中に入り、6月朔日、大般若経を転読させたとある。
天正年中（1573年～1591年）兵火にあい焼失、のち再建。
- 史跡後醍醐天皇駐蹕之處

赤松則村（円心）父子、楠木正成と部下七千騎が出迎えた寺として知られる。
『福厳寺塔頭』
境内には塔頭二ヶ寺、起雲庵、常牧庵があったが、
明治後合併廃寺されて、名目上に方丈〔内殿〕は起雲庵と言う事になった。
また和田岬にあった尼僧寺院、円通寺〔円通庵〕も現在は福厳寺に合併されている。
現在の本堂は阪神淡路大震災で被災後、再建された鉄筋コンクリート製の円形の本堂である。

## 交通
- JR神戸線「兵庫駅」下車、徒歩8分